# Puchar Tatrzański 2022
75. edycja Pucharu Tatrzańskiego – rozegrana została w dniach 20 - 21 sierpnia 2022. W turnieju wzięły udział cztery drużyny. Mecze rozgrywane były w hali Zimný štadión mesta Poprad.
Do turniejowych zmagań oprócz drużyny gospodarzy HK Poprad zaproszono trzy ekipy: fiński Vaasan Sport, czeskie Rytíři Kladno, oraz słowacką HC 05 Banská Bystrica. W tej edycji zmienił się program rozgrywania meczów. Zamiast fazy grupowej, odbyły się półfinały, z których zwycięzcy awansowali do finału. Natomiast przegrane zespoły zmierzyły się w meczu o trzecie miejsce. Obrońcą tytułu była włoska HC Pustertal–Val Pusteria, która nie została zaproszona przez organizatorów.
W tegorocznej edycji Pucharu Tatrzańskiego najlepsza okazała się po raz pierwszy w historii drużyna HC 05 Banská Bystrica. Skład podium uzupełniły fiński zespół Vaasan Sport oraz czeskie Rytíři Kladno.

## Półfinały
| 20 sierpnia 2022 | HC 05 Banská Bystrica | 6:3 | Rytíři Kladno | Zimný štadión mesta Poprad, Poprad |

| Szczegóły      | Szczegóły                                                                       | Szczegóły       | Szczegóły                             | Szczegóły   |
| -------------- | ------------------------------------------------------------------------------- | --------------- | ------------------------------------- | ----------- |
| Godzina: 13:30 | A. Tamáši 20' M. Kabáč 39' D. Sojka 40' R. Gašpar 52' M. Kabáč 59' D. Sojka 60' | (1:1, 2:1, 3:1) | 4' A. Kubík 28' A. Kubík 45' A. Kubík | Widzów: 296 |
| Godzina: 13:30 | 6 min. kar                                                                      |                 | 8 min. kar                            | Widzów: 296 |

| 20 sierpnia 2022 | HK Poprad | 4:5 | Vaasan Sport | Zimný štadión mesta Poprad, Poprad |

| Szczegóły      | Szczegóły                                                      | Szczegóły       | Szczegóły                                                                  | Szczegóły    |
| -------------- | -------------------------------------------------------------- | --------------- | -------------------------------------------------------------------------- | ------------ |
| Godzina: 17:30 | A. Drgoň 23' S. Mlynarovič 29' S. Mlynarovič 38' P. Sokoli 52' | (0:1, 3:4, 1:0) | 11' S. Hjalmarsson 24' J. Lööke 26' H. Eriksson 29' J. Paukku 31' J. Lööke | Widzów: 1193 |
| Godzina: 17:30 | 4 min. kar                                                     |                 | 6 min. kar                                                                 | Widzów: 1193 |

## Mecz o 3 miejsce
| 21 sierpnia 2022 | HK Poprad | 2:4 | Rytíři Kladno | Zimný štadión mesta Poprad, Poprad |

| Szczegóły      | Szczegóły                    | Szczegóły       | Szczegóły                                               | Szczegóły   |
| -------------- | ---------------------------- | --------------- | ------------------------------------------------------- | ----------- |
| Godzina: 13:30 | M. Søberg 6' A. Valigura 25' | (1:1, 1:1, 0:2) | 19' K. Sotnieks 35' M. Indrák 49' A. Kubík 60' M. Filip | Widzów: 857 |
| Godzina: 13:30 | 19 min. kar                  |                 | 4 min. kar                                              | Widzów: 857 |

## Finał
| 21 sierpnia 2022 | HC 05 Banská Bystrica | 4:2 | Vaasan Sport | Zimný štadión mesta Poprad, Poprad |

| Szczegóły      | Szczegóły                                             | Szczegóły       | Szczegóły                      | Szczegóły                                                 |
| -------------- | ----------------------------------------------------- | --------------- | ------------------------------ | --------------------------------------------------------- |
| Godzina: 17:30 | D. Šoltés 8' D. Šoltés 34' A. Bíreš 44' R. Gašpar 60' | (1:0, 1:0, 2:2) | 48' H. Eriksson 50' M. Juusola | Widzów: 597 Sędzia główny: Miroslav Stolc Daniel Stricker |

## Wyróżnienia indywidualne
- - Bramkarz:  Robin Rahm (HC 05 Banská Bystrica)
  - Obrońca:  Kristaps Sotnieks (Rytíři Kladno)
  - Napastnik:  H. Eriksson (Vaasan Sport)
  - Najbardziej Wartościowy Gracz (MVP):  Dávid Šoltés (HC 05 Banská Bystrica)[1]

## Klasyfikacja turnieju
| Lp.   | Drużyna               |
| ----- | --------------------- |
| złoto | HC 05 Banská Bystrica |
|       | Vaasan Sport          |
|       | Rytíři Kladno         |
| 4     | HK Poprad             |